# Clause de récupération
 (avril 2020).
La clause de récupération (en anglais : clawback) fait référence à de l'argent ou des avantages qui ont été remis mais qui doivent être retournés en raison de circonstances ou d'événements particuliers, tels que des fonds ayant été reçus à la suite d'un crime financier ou lorsqu'il existe une clause de récupération dans le contrat de rémunération des dirigeants,.

## Clause contractuelle de récupération
Une clause de récupération est une clause contractuelle généralement incluse dans les contrats de travail des entreprises financières, par laquelle l'argent déjà remis à un employé doit être remboursé à l'employeur sous certaines conditions. Le but de la clause est de garantir la possibilité pour un employeur ou un fiduciaire de limiter les primes, les compensations ou les autres rémunérations en cas de changements significatifs dans les affaires, la faillite ou encore dans le cas d'une crise nationale ou internationale comme la crise financière de 2007-2008. La disposition est également utilisée dans le contexte du programme d'aide médicale américain Medicaid, lorsqu'un État récupère les coûts des soins de longue durée ou a couvert les dépenses médicales de la succession des patients décédés de Medicaid.  
Les primes accordées aux employés sont, dans le cadre d'un régime de récupération, liées spécifiquement à la performance (ou à leur absence) du ou des produits financiers que la ou les personnes physiques peuvent avoir créés et/ou vendus dans le cadre de leur travail, en espérant faire un profit élevé. Si le produit se porte bien sur une longue période et améliore durablement la nature de l'entreprise, les primes versées à l'individu peuvent être conservées par l'individu. Cependant, si le produit échoue et endommage la nature de l'entreprise - même des années après la création du produit - alors l'entreprise a le droit de révoquer, récupérer ou autrement reprendre une partie ou la totalité du montant du bonus. Cependant, la recherche montre que les gestionnaires qui sont nouvellement en place dans une entreprise et qui sont soumis à des clauses de récupération essaient souvent de compenser leur risque accru de récupération de bonus en exigeant une augmentation du salaire de base, qui, quant à lui, ne fait pas l'objet d'une récupération. 
La prévalence des récupérations parmi les sociétés du Fortune 100 est passée de moins de 3% avant 2005 à 82% en 2010. La popularité croissante des dispositions de récupération est probablement due à l'entérinement de la loi Sarbanes-Oxley de 2002 (révisée en 2015), qui oblige la Securities and Exchange Commission (SEC) des États-Unis à mettre en application le remboursement de la rémunération incitative des cadres supérieurs qui sont impliqués dans une fraude. En pratique, la Securities and Exchange Commission n'a appliqué ses pouvoirs de récupération que dans un faible nombre de cas. 
La loi Dodd-Frank de 2010 exige que la SEC exige que les sociétés ouvertes américaines incluent une clause de récupération dans les contrats de rémunération des dirigeants, clause qui est déclenchée en cas de tout retraitement comptable, indépendamment de la nature de la faute (alors que les dispositions de récupération de la loi Sarbanes-Oxley ne s'appliquaient qu'aux fraudes intentionnelles). 

### Implications
L'objectif habituel d'une clause de récupération est de dissuader les gestionnaires de publier des informations comptables incorrectes. Les recherches universitaires révèlent que les dispositions de récupération volontairement adoptées semblent être efficaces pour réduire les erreurs comptables intentionnelles et non intentionnelles. La même étude révèle également que les investisseurs ont une plus grande confiance dans les états financiers d'une entreprise après l'adoption de la récupération et que les conseils d'administration accordent plus de poids aux chiffres comptables dans les primes accordées aux dirigeants après la mise en place d'une clause de récupération. 
Selon un article du magazine New Yorker datant du mois de décembre 2010, la récupération par les banques et autres groupes financiers directement et/ou indirectement responsables de la crise financière a été utilisée par les administrateurs principaux de ces institutions afin de démontrer qu'ils prennent des mesures d'auto-correction tangibles, à la fois pour prévenir une autre crise (en dissuadant soi-disant les types de comportements de produits d'investissement louches affichés par leurs employés) et pour punir de manière appropriée toute activité future potentielle de même nature. Cependant, le New Yorker (qui cite plusieurs économistes) avance qu'il s'agirait plutôt d'une tactique de relations publiques en attendant que l'impact de la crise financière se dissipe et que des abus similaires du système financier puissent lentement et tranquillement reprendre, avec un risque amoindri d'être détectés. 

## Historique
Autrefois, les clauses de récupération ont été utilisées pour obtenir des incitations fiscales, des abattements, des remboursements d'impôts et des subventions. Les récupérations se distinguent des remboursements car elles impliquent une pénalité qui s'ajoute au remboursement. 
La prévalence d'incitatifs fiscaux destinés à attirer l'emploi et des investissements en capital a augmenté au cours des dernières décennies et ils se basent sur des mesures de rendement permettant de mesurer la croissance d'une entreprise. Les mesures typiques sont: 
1. Le nombre d'emplois créés sur 5 ou 10 ans;
2. La masse salariale annuelle;
3. Le montant des investissements en capital sur une période similaire;
4. Le montant de la valeur dépréciée dans un temps donné.

Des mesures plus inhabituelles sont le maintien d'un siège social sur un lieu spécifique pendant une période de temps, l'augmentation du volume de production ou la diminution des coûts de production par unité, ou la nécessité de mettre une technologie donnée sur un marché commercial. Le bénéficiaire devra restituer la valeur monétaire de l'incitatif, en plus d'une pénalité et/ou des intérêts, au constituant de l'incitatif, qui est généralement une autorité fiscale locale ou étatique.  
Les récupérations peuvent être comprises comme des éléments contractuels qui se positionnent entre la dynamique de développement économique et communautaire et la pente glissante de l'entreprise profiteuse. Elles sont controversées et sont utilisées comme garanties communautaires, en échange de l'atteinte de critères de performance ,,. 

## Cas notables

### États-Unis
Avant 2006, aux États-Unis, les récupérations sont rares. Les cas les plus importants comprennent la récupération de 600 millions de dollars affectant William W. McGuire de UnitedHealth Group, de 500 millions de dollars affectant Dennis Kozlowski de Tyco, et en 2019, des récupérations de compensation pour l'ancien PDG de Wells Fargo John Stumpf ainsi et son collègue . 

#### Récupérations en criminalité financière
Les poursuites en matière de récupération devant les tribunaux américains, en particulier contre des individus et des entités qui ont profité des délits financiers d'autrui, ont augmenté au cours des années depuis les années 2000. Dans son article «The Amazing Madoff Clawback; How two lawyers, Irving Picard and David Sheehan, have recovered 75 cents on the dollar of the stolen money—many times the usual rate in such cases », le Wall Street Journal explique comment Irving Picard a dirigé une équipe d'avocats qui ont récupéré un pourcentage sans précédent de 75% des sommes prises illégalement par Bernard Madoff, en intentant des poursuites pour récupérer les fonds de ceux qui ont profité du complot, qu'ils soient au courant ou non  ,,. Kathy Bazoian Phelps, avocate chez Diamond McCarthy, commente: « Ce type de remboursement est extraordinaire et atypique » car les récupérations dans de tels complots oscillent entre 5 et 30% et de nombreuses victimes ne reçoivent rien. Picard a réussi à obtenir des récupérations non seulement des investisseurs, mais aussi des conjoints et des successions de ceux qui en ont profité, tels que l'épouse de Bernard Madoff (Ruth Madoff), et la succession du défunt Jeffry Picower et l'épouse de Picower Barbara, avec qui il a atteint 7,2 milliards de dollars de règlement (le plus grand paiement de confiscation civile dans l'histoire des États-Unis) ,.

### Suisse
De 2005 à 2014, le siège européen de Monsanto à Morges (Suisse) ne payait pas d'impôts. Les dix années d'exonération fiscale étaient accordées par le Canton de Vaud, à condition que l'entreprise reste au moins dix ans de plus (jusqu'en 2024). À la suite du départ de l'entreprise en 2020 (pour Bâle), le Tribunal fédéral a condamné l'entreprise à payer 34 millions de francs suisses d'impôts (clause de récupération, pour la période 2005-2014).

## Clause de récupération dans le cadre d'un courtage hypothécaire
La récupération est également utilisée par la plupart des banques et des prêteurs pour récupérer l'argent des prêts immobiliers «non rentables». On l'observe généralement lorsque l'emprunteur rembourse le prêt dans un court laps de temps, généralement dans les 24 mois suivant l'avancement du prêt. 
En Australie, ces frais représentent généralement 0,77% du montant total du prêt pour les prêts remboursés dans les 12 premiers mois suivant le règlement et 0,385% dans les 24 mois. Si un emprunteur utilise un courtier hypothécaire pour son prêt immobilier, le courtier lui facturera généralement ce montant. 

## Dans divers pays
L'Italie et les Pays-Bas ont plusieurs régimes de récupération et il existe deux régimes de récupération au Royaume-Uni. Le régime de récupération français est limité. En Belgique, leur force exécutoire n'est pas bien définie. 